# Hime pyrhistion
Espèce
Statut de conservation UICN

 LC 12 octobre 2018 : Préoccupation mineure
Hime pyrhistion est une espèce de poissons marins téléostéens de la famille des Aulopidae.

## Systématique
L'espèce Hime pyrhistion a été décrite pour la première fois en 2013 par les ichtyologues  Martin Fellows Gomon (d), Carl D. Struthers (d) et Andrew L. Stewart (d).

## Description
Hime pyrhistion possède un corps allongé qui peut atteindre les 26,8 cm, et dont l'holotype est un mâle mesurant 23,6 cm.
Comme les membres de la famille des Aulopidae, l'espèce a une nageoire dorsale dont la longueur dépasse la moitié de celle de l'ensemble du corps.

## Répartition
Cette espèce se croise au large de l'Australie, du Japon et de la Nouvelle-Zélande dans l'océan Pacifique, à des profondeurs variant de 80 à 380 m.

## Étymologie
Son épithète spécifique, pyrhistion, du grec « pyro », feu, et « histion », voile, fait référence aux couleurs rouge et jaune de la nageoire dorsale, caractéristiques de l'espèce.

## Publication originale
- (en) Martin F. Gomon, Carl D. Struthers et Andrew L. Stewart, « A New Genus and Two New Species of the Family Aulopidae (Aulopiformes), Commonly Referred to as Aulopus, Flagfins, Sergeant Bakers or Threadsails, in Australasian Waters », Species Diversity, vol. 18, no 2,‎ 2013, p. 141-161 (ISSN 1342-1670 et 2189-7301, DOI 10.12782/SD.18.2.141, lire en ligne).